# Avery Sharpe
Avery Sharpe (Valdosta, 23 augustus 1954) is een Amerikaanse jazzbassist en componist.

## Biografie
Sharpe begon op 8-jarige leeftijd met het pianospel. Hij wisselde daarna naar de accordeon en op de middelbare school naar de e-bas. Van 1972 tot 1979 studeerde hij economie aan de University of Massachusetts en daarnaast speelde hij bas in gospel- en funkbands. Reggie Workman moedigde hem aan om over te stappen naar de contrabas. Daarna werkte hij met Wynton Marsalis en Pat Metheny. In 1981 werd hij lid van de band van McCoy Tyner, met wie hij meer dan twintig jaar in de meest verschillende formaties van trio tot bigband optrad en opnam. Hij werkte ook met Art Blakey, Archie Shepp, Cab Calloway, Dizzy Gillespie, George Benson, Freddie Hubbard en Ricky Ford. Daarnaast leidde hij ook eigen bands, zoals Extended Family, die in 1994 een gelijknamig album uitbracht, waarna meerdere albums volgden. Hij is bovendien werkzaam als muziekpedagoog en producent. Als componist schreef hij de filmmuziek voor An Unremarkable Life (1989), maar schreef hij ook voor het klassieke Fidelio-ensemble en voor het Springfield Symphony Orchestra. Als begeleider was hij ook betrokken bij opnamen van Leon Thomas, Yusef Lateef, Steve Grossman en Jeri Brown.

## Onderscheidingen
In 1997 werd hij onderscheiden met de Achievement in Jazz Award van de New England Foundation for the Arts.

## Discografie
- ????: Epic Ebony Journey met John Blake
- 2001: Family Values
- 2009: Autumn Moonlight met Onaje Allan Gumbs en Winard Harper